# 12992 Crumpler
A 12992 Crumpler (ideiglenes jelöléssel (12992) 1981 EZ22) a Naprendszer kisbolygóövében található aszteroida. Schelte J. Bus fedezte fel 1981. március 2-án.

## Kapcsolódó szócikk
- Kisbolygók listája (12501–13000)